# Albert Rosen
Albert Rosen (14 de febrer de 1924 - 23 de maig de 1997) fou un director d'orquestra austríac nacionalitzat txec i irlandès associat amb l'Orquestra Simfònica Nacional d'Irlanda, el Wexford Festival, el Teatre Nacional de Praga i el Teatre J. K. Tyl de Plzeň. Va tenir una gran afinitat amb les obres dels compositors txecs com Smetana, Dvořák, Martinů i Janáček.